# Pettnau
Pettnau település Ausztriában, Tirolban az Innsbrucki járásban található. Területe 10,78 km², lakosainak száma 919 fő, népsűrűsége pedig 85 fő/km² (2014. január 1-jén). A település 628 méteres tengerszint feletti magasságban helyezkedik el.

## Fordítás
- Ez a szócikk részben vagy egészben  a   Pettnau című angol Wikipédia-szócikk ezen változatának fordításán alapul.  Az eredeti cikk szerkesztőit annak laptörténete sorolja fel. Ez a jelzés csupán a megfogalmazás eredetét és a szerzői jogokat jelzi, nem szolgál a cikkben szereplő információk forrásmegjelöléseként.